# Viktor Halbnarr
Viktor Halbnarr. Ein Wintermärchen nicht nur für Kinder ist eine 1966 erschienene Kindergeschichte von Thomas Bernhard. Bernhard schrieb den Text auf Einladung der Verlegerin Gertraud Middelhauve für die Anthologie „Dichter erzählen Kindern“.

## Inhalt
Der Erzähler, ein Arzt, ist in einer kalten Winternacht auf dem Weg von Traich durch einen Hochwald nach Föding, um einen Patienten zu versorgen. Unterwegs stolpert er über einen im Schnee liegenden, halb erfrorenen Mann. Der Mann mit dem sprechenden Namen Viktor Halbnarr – Viktor – der Sieger, ein halber Narr – erzählt, er habe mit dem Mühlenbesitzer gewettet, dass er trotz seiner Holzbeine in einer Stunde durch den Schnee von Traich nach Föding an die Kirche laufen könne. Da er aber zu schnell gelaufen sei, sind seine Holzbeine gebrochen und er fürchtet zu erfrieren. Die Wette verloren zu haben stört Viktor nicht, er freut sich über die Rettung durch den Arzt. Dieser schultert ihn mitsamt den gebrochenen Holzbeinen, die festgefroren sind und sich nicht lösen lassen, und läuft so schnell er kann durch den Hochwald Richtung Föding. Kurz vor dem Ort merkt Viktor, dass er sein Ziel – auf den Schultern des Arztes – noch bis zur vereinbarten Uhrzeit schaffen kann. Der Arzt bringt Viktor zu dem vereinbarten Treffpunkt, wo der Müller schon wartet. Der ist erstaunt, den Beinlosen, den er schon tot glaubte, zu sehen. Er gibt Viktor den versprochenen Achthundertschillingschein, wovon sich der ein Paar Juchtenstiefel anfertigen lassen will. Der Arzt nimmt Viktor Halbnarr mit zu seinem Patienten und bringt ihn dann in einem Gasthaus unter. Auf dem Heimweg durch den Hochwald denkt der Arzt über den Beinlosen nach, der zwar 800 Schilling für Juchtenstiefel für die zerbrochenen Holzbeine gewonnen hat, neue Holzbeine jedoch 2500 Schilling kosten.

## Bernhardsche Elemente
Auch diese Geschichte für Kinder enthält viele der für Bernhards Prosa typischen Elemente und Stilmittel: lange, verschachtelte Sätze, die manchmal eine ganze Seiten füllen oder lange Wortneubildungen wie „Durchdenschneewartekünste“ (S. 6), Steigerungen und crescendoartige Wortkaskaden, um eine Situation zu dramatisieren und zu überspitzen, wie „[…] jammerte er nicht, er flennte nicht, er heulte nicht, er schrie nicht, er beklagte sich überhaupt nicht“ (S. 20) oder „[…] nicht nur verdoppelt, sondern, was das Gewicht, […] betrifft, verdreifacht, verfünffacht, verzehnfacht […]“(S. 22). Kursiv gesetzte Textstellen, die auch in Bernhards Dramen, Romanen und Erzählungen häufig zu finden sind, sollen Aussagen oder Meinungen des Autors betonen oder geben besonders prägnante Gedankengänge wieder.

## Illustration
Die Zeichnungen von Alfons Schweiggert sind drastisch, aber humorvoll, komisch-skurril, passend zu Bernhards grotesker Geschichte, und illustrieren die wichtigsten Szenen der Geschichte. Die Bilder unterstreichen den grotesken Inhalt und lockern die befremdlichen Textstellen auf, so dass auch über ein eigentlich heilloses Ende gelacht werden kann.

## Ausgaben
- Gertraud Middelhauve (Hrsg.): Dichter erzählen Kindern, Deutscher Taschenbuch-Verlag, München 1971. ISBN 3-423-00574-2
- Thomas Bernhard: Viktor Halbnarr-Ein Wintermärchen nicht nur für Kinder. Verlag Sankt Michaelsbund, München 2006, ISBN 3-920-82181-5